# Rob Barff
Pas d'image ? Cliquez ici

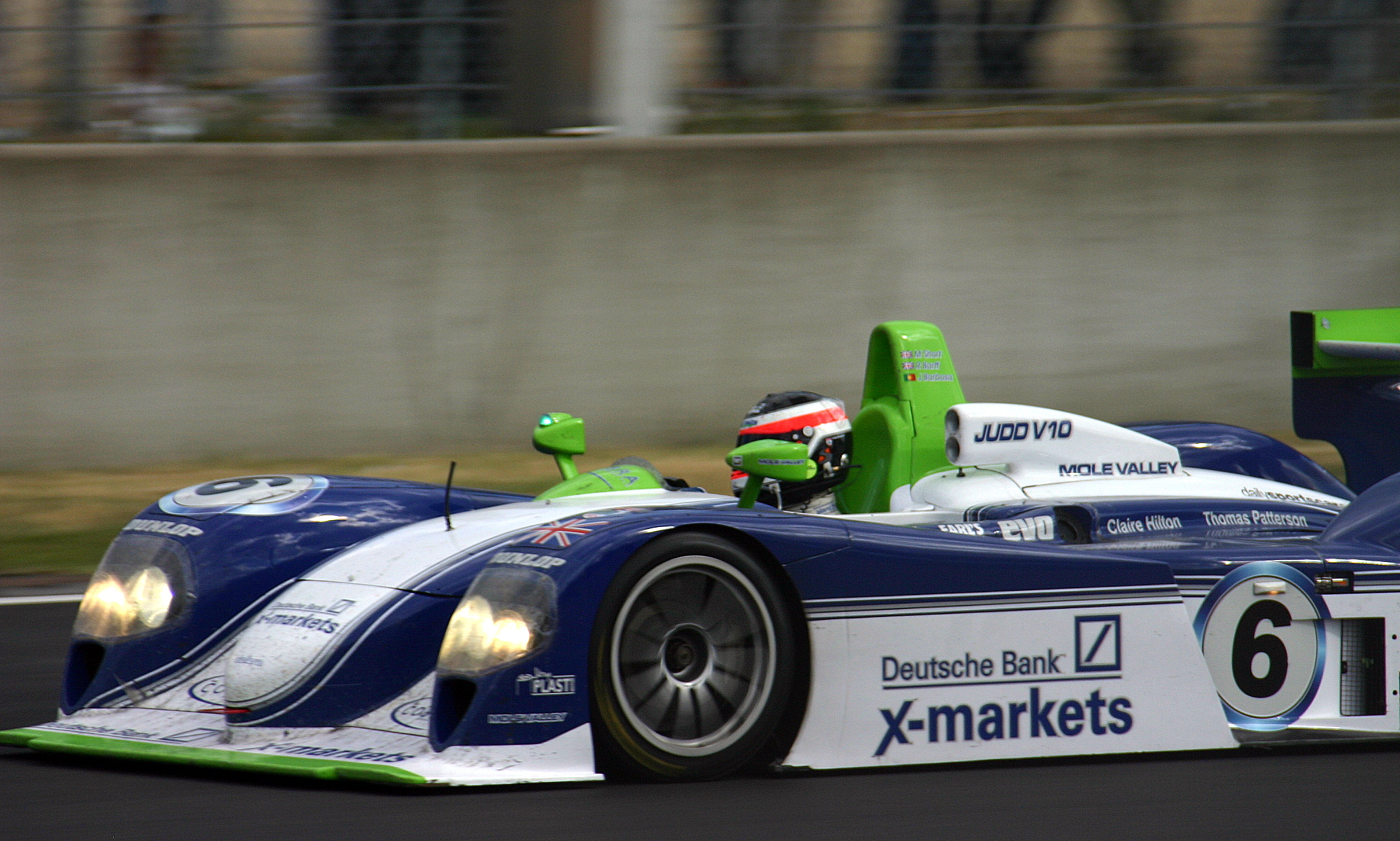
Dallara LMP 900 Judd - Martin Short, Rob Barff & Joao Barbosa aux 24h du Mans en 2004

Rob Barff, né le 16 novembre 1974 à Wiltshire est un pilote automobile britannique. Il a notamment participé à deux reprises aux 24 Heures du Mans, en 2003 et en 2004. Durant la première moitié des années 2000, il pilote pour la marque TVR pendant de nombreuses saisons en British GT (en),,.

## Carrière
En 2003, il participe pour la première fois aux 24 Heures du Mans, au volant d'une TVR Tuscan T400R. Il abandonne durant quatrième heure à la suite d'une défaillance de la transmission faisant suite à une sortie de piste,.